# Kroaz ar Vretoned
Kroaz ar Vretoned (La Croix des Bretons en breton) est le nom d'un journal hebdomadaire publié en breton entre 1898 et 1920.

## Historique
À partir de 1893, le linguiste et spécialiste du breton François Vallée écrit des articles en langue bretonne chaque semaine dans l'hebdomadaire La Croix des Côtes-du-Nord. En effet, la moitié occidentale du département des Côtes-du-Nord (Trégor), est presque exclusivement bretonnante à cette époque. Pour augmenter la place faite au breton, François Vallée lance un supplément portant le nom de Kroaz ar Vretoned. Celui-ci devient un hebdomadaire à part entière en janvier 1898.
Après vingt-deux années d'existence et d'incessantes difficultés financières, le journal cesse de paraître en 1920. Le nom de Kroaz ar Vretoned réapparaît associé au journal Feiz ha Breiz entre 1921 et 1926 avant de disparaître définitivement. 

## Le journal
D'inspiration catholique, Kroaz ar Vretoned propose au début des articles religieux puis laisse une large place à des sujets divers comme l'agriculture, l'Histoire de Bretagne, la langue bretonne, des chansons, etc. François Vallée compte parmi ses collaborateurs François Jaffrennou, Erwan ar Moal, Jos Le Bras ou Auguste Bocher. Le journal connaît le succès avec un tirage de 7 000 exemplaires, parfois 8 000 et de nombreux abonnés hors des Côtes-du-Nord.